# FK Avtodor Vladikavkaz
Maillots
L' Avtodor Vladikavkaz (russe : «Автодор» Владикавказ) est un club de football russe basé à Vladikavkaz fondé en 1983 et dissout en 2011.

## Histoire
Fondé en 1983, le club intègre le niveau professionnel en atteignant la quatrième division soviétique en 1990.
Après la dissolution de l'Union soviétique, le club est intégré dans la nouvelle troisième division russe en 1992, dont il est promu directement à l'issue de la saison. Après deux saisons en deuxième division, il retrouve le troisième échelon à partir de 1995, où il évolue jusqu'à sa dissolution à la veille de la saison 2011-2012.

## Bilan sportif

### Palmarès
- Championnat de Russie D2
  - Vice-champion : 1993 (zone Ouest).

- Championnat de Russie D3
  - Champion : 1992 (zone 2).

### Classements en championnat
La frise ci-dessous résume les classements successifs du club en championnat.

### Bilan par saison
Légende
- Promotion en division supérieure
- Relégation en division inférieure

| Saison      | Championnat | Championnat | Championnat | Championnat | Championnat | Championnat | Championnat | Championnat | Championnat | Championnat | Coupe de Russie     |
| Saison      | Division    | Pos         | Pts         | J           | V           | N           | D           | BP          | BC          | Diff        | Coupe de Russie     |
| ----------- | ----------- | ----------- | ----------- | ----------- | ----------- | ----------- | ----------- | ----------- | ----------- | ----------- | ------------------- |
| 1990 (URSS) | 4e Zone 4   | 9e          | 30          | 32          | 11          | 8           | 13          | 35          | 38          | -3          | —                   |
| 1991 (URSS) | 4e Zone 4   | 13e         | 42          | 42          | 18          | 6           | 18          | 60          | 63          | -3          | —                   |
| 1992        | 3e Zone 2   | 1er         | 67          | 42          | 29          | 9           | 4           | 85          | 30          | +55         | —                   |
| 1993        | 2e Ouest    | 2e          | 59          | 42          | 24          | 11          | 7           | 76          | 45          | +31         | Troisième tour      |
| 1994        | 2e          | 18e         | 32          | 42          | 13          | 6           | 23          | 48          | 67          | -19         | Deuxième tour       |
| 1995        | 3e Ouest    | 13e         | 55          | 42          | 17          | 4           | 21          | 64          | 66          | -2          | —                   |
| 1996        | 3e Ouest    | 6e          | 68          | 38          | 20          | 8           | 10          | 66          | 48          | +18         | Quatrième tour      |
| 1997        | 3e Ouest    | 7e          | 62          | 38          | 19          | 5           | 14          | 64          | 50          | +14         | Premier tour        |
| 1998        | 3e Centre   | 5e          | 76          | 40          | 23          | 7           | 10          | 77          | 38          | +39         | Troisième tour      |
| 1999        | 3e Centre   | 4e          | 78          | 36          | 25          | 3           | 8           | 74          | 27          | +47         | Huitièmes de finale |
| 2000        | 3e Centre   | 6e          | 73          | 38          | 22          | 7           | 9           | 83          | 30          | +53         | Cinquième tour      |
| 2001        | 3e Centre   | 3e          | 77          | 38          | 24          | 5           | 9           | 85          | 36          | +49         | Quatrième tour      |
| 2002        | 3e Centre   | 4e          | 87          | 40          | 27          | 6           | 7           | 68          | 27          | +41         | Premier tour        |
| 2003        | 3e Centre   | 6e          | 66          | 38          | 17          | 15          | 6           | 54          | 27          | +27         | Quatrième tour      |
| 2004        | 3e Centre   | 4e          | 63          | 32          | 19          | 6           | 7           | 53          | 27          | +26         | Quatrième tour      |
| 2005        | 3e Centre   | 6e          | 33          | 24          | 10          | 3           | 11          | 36          | 43          | -7          | Deuxième tour       |
| 2006        | 3e Centre   | 10e         | 37          | 32          | 10          | 7           | 15          | 41          | 51          | -10         | Deuxième tour       |
| 2007        | 3e Centre   | 13e         | 25          | 28          | 6           | 7           | 15          | 28          | 48          | -20         | Deuxième tour       |
| 2008        | 3e Centre   | 18e         | 30          | 34          | 7           | 9           | 18          | 39          | 57          | -18         | Deuxième tour       |
| 2009        | 3e Centre   | 5e          | 57          | 34          | 15          | 12          | 7           | 47          | 38          | +9          | Troisième tour      |
| 2010        | 3e Centre   | 16e         | 23          | 32          | 5           | 8           | 19          | 31          | 50          | -19         | Deuxième tour       |
| 2010        | 3e Centre   | 16e         | 23          | 32          | 5           | 8           | 19          | 31          | 50          | -19         | Deuxième tour       |